# Caféiculture au Cameroun

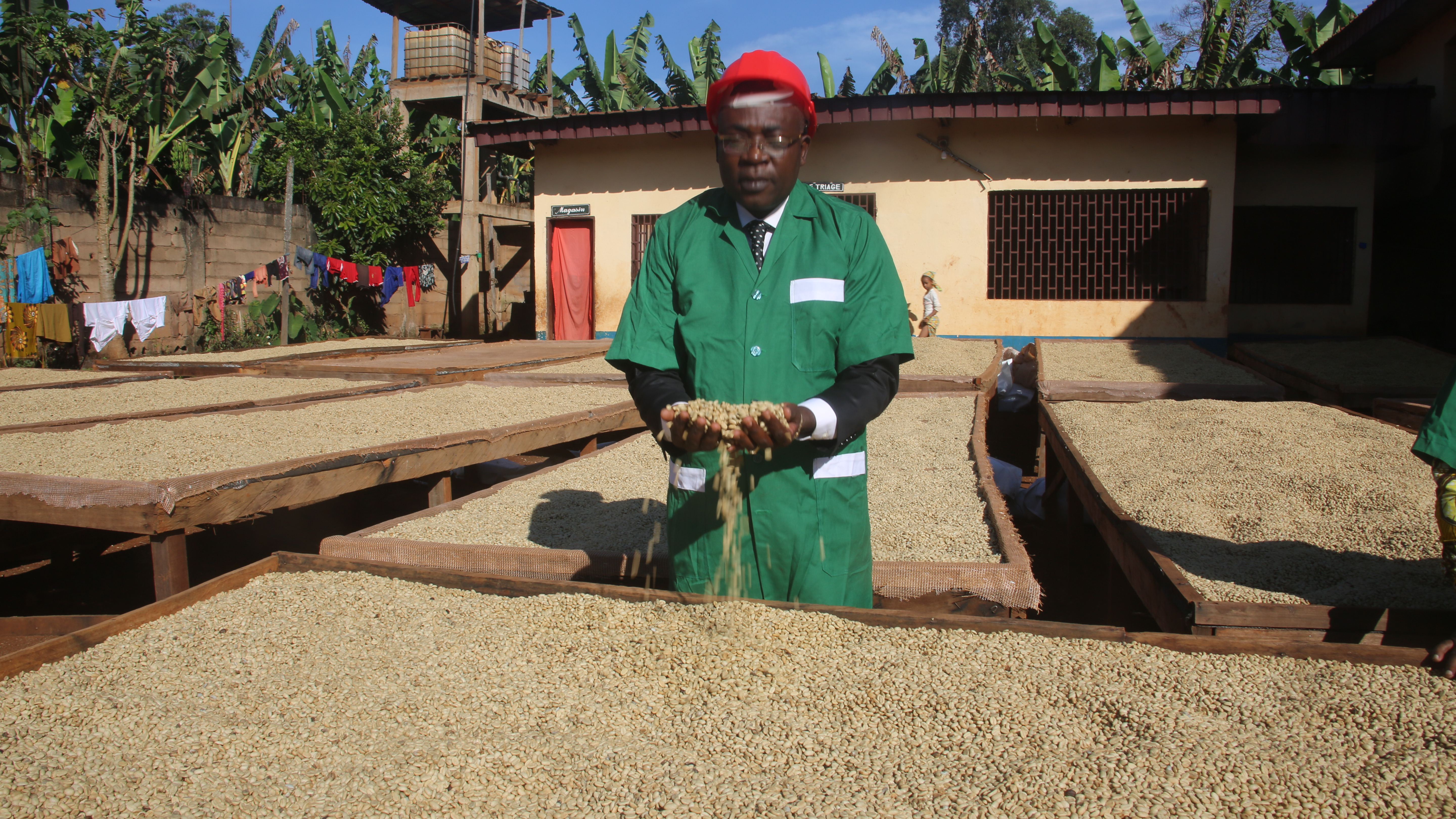
Une fierté nationale.

La production de café est très importante pour l'économie du Cameroun,,
La plante est cultivée à grande échelle dans le pays, avec le robusta plus répandu dans les zones côtières et de l'arabica de plus en plus répandu dans les highlands de l'ouest. Les deux variétés d' arabica cultivées sont Java et de la Jamaïque dont seulement Java est résistant aux parasites tels que les cerises de Café de la Maladie et de la rouille. En 2014, le Cameroun a été classé le 31 le plus grand producteur de café au monde.

## Histoire
La culture du café au Cameroun date de 1884, lors de l'époque coloniale allemande, dans les zones de Victoria, Ebolowa, Nkongsamba et Dschang. La culture du café, a plus tard été étendue à Yokadouma, Abong-Mbang, Doumé, Lomié et Akonolinga.
Autour de 1927, le café a trouvé son chemin dans l'Ouest. En 1928, 200 000 plants de café ont été plantés à Dschang. En 1929, le développement de la culture du café au Cameroun a été important grâce à René Coste, un ingénieur agronome français nommé à la tête de la Station de Dschang.
Entre la fin de la guerre et 1962, la production de la Côte d'Ivoire est multipliée par 20. Ce bond gigantesque est dû essentiellement à la politique de soutien de la France qui absorbe la majeure partie de la production, alors que l'accession de ces pays à l'indépendance se dessine et risque d'influer sur les débouchés qu'ils peuvent trouver au cours des années qui suivront. Madagascar a comparativement beaucoup moins progressé: seulement 60 % environ.
Il y avait un niveau élevé de production en 1990, permettant l'exportation de 156 000 tonnes. Le Cameroun a été 12e au classement mondial. Lors de la baisse de la production, attribuée à la politique du gouvernement et à la crise économique mondiale, le gouvernement a demandé l'aide d'experts brésiliens pour proposer des solutions, et il a également investi 750 millions de Franc CFA, environ 1,5 million de dollars, pour une période de cinq ans, pour remédier au problème.

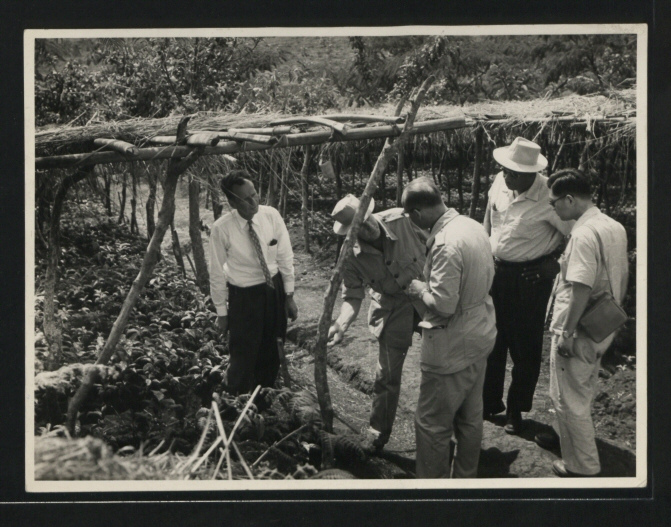
Visite du Santa Coffee Estate près de Bamenda par des membres de la mission de visite (1955).
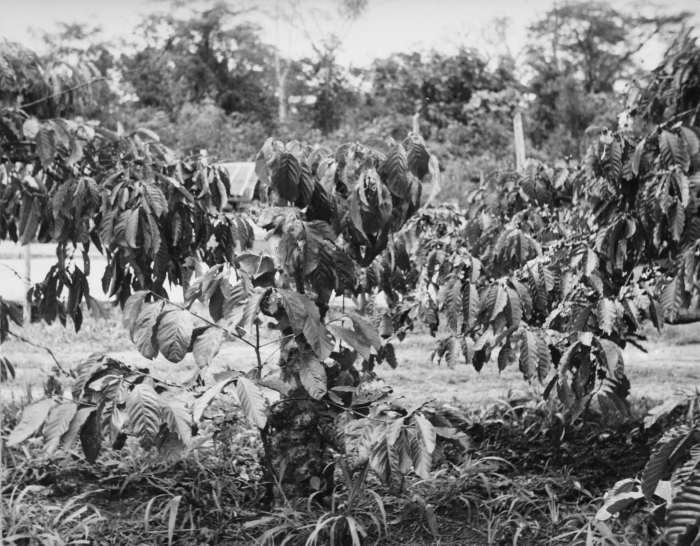
Plantation de Robusta (Sangmélima, 1965).
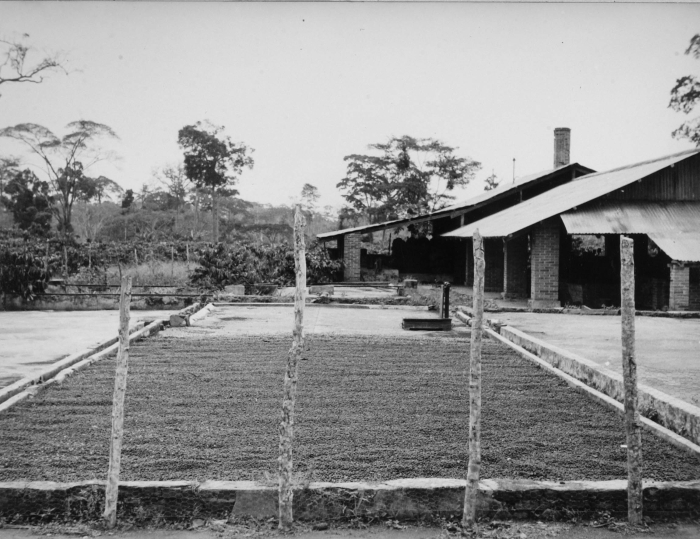
Séchage sur une dalle de ciment (Sangmélima, 1965).
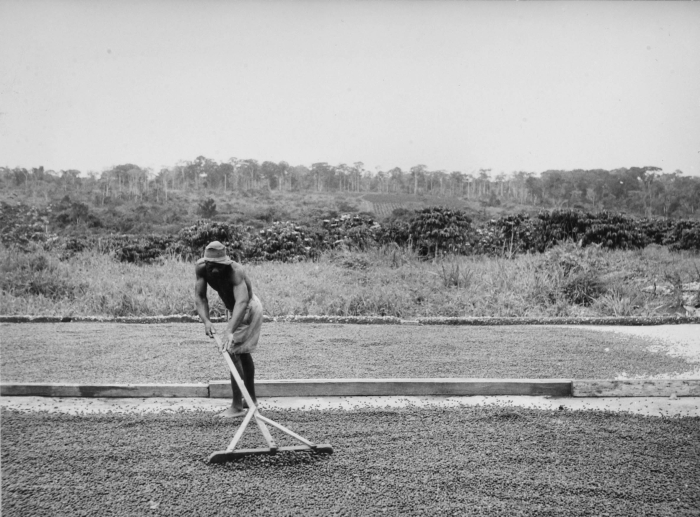
Séchage du café (Sangmélima, 1965).

## Production
Le café est cultivé dans sept régions du Cameroun; à l'Ouest, le nord-ouest, Littoral, sud-ouest, du Sud, du Centre et de l'Est de la Région.
Bamileke et Bamaoun sont les hauts plateaux, les zones où l'arabica plantations sont situées. Robusta, ce qui est un plus culture dominante du pays, est cultivé en moyenne altitude, dans la région de l'ouest et aussi dans une certaine mesure dans Abang Mbang. de l'Arabica et du robusta sont en partie transformées dans le pays.
La production du Cameroun café est placé sous la responsabilité des Ministères de l'Agriculture et du Développement Rural (MINADER) et celui de la Recherche Scientifique et des Innovations (« MINRESI »(Archive.org • Wikiwix • Archive.is • Google • Que faire ?) (consulté le 10 septembre 2017)). En vertu de ces ministères, il y a de divers projets visant à stimuler la production de café.
Selon les Nations Unies, la FAO des statistiques, la production de café en 2013, a été 41 800 tonnes dans une zone 212 000 hectares ( Unité «  » inconnue du modèle {{Conversion}}.) avec un taux de rendement de 1.972 hectogram par ha.
Au cours de l'exercice 2007-08, plus de 40 % du total de l'exportation de café vert de l'Italie. Robusta a été exporté vers la Belgique, le Portugal et la France. Au cours de la même période de 70 % de l'exportation de arabicaa a été pour l'Allemagne. L'Arabica a également été exportés vers les États-Unis, l'Italie et la Belgique.

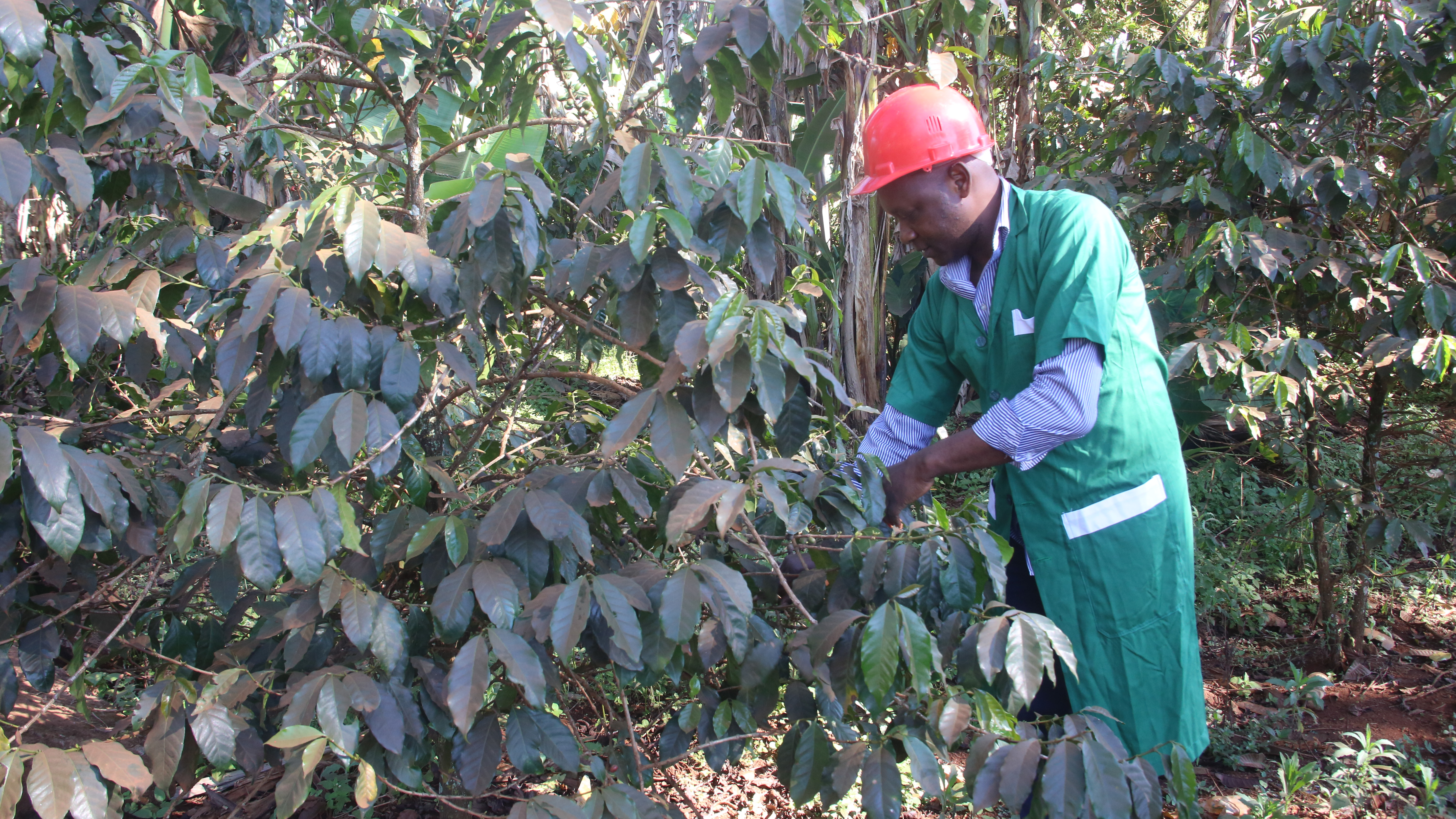
Traitement.
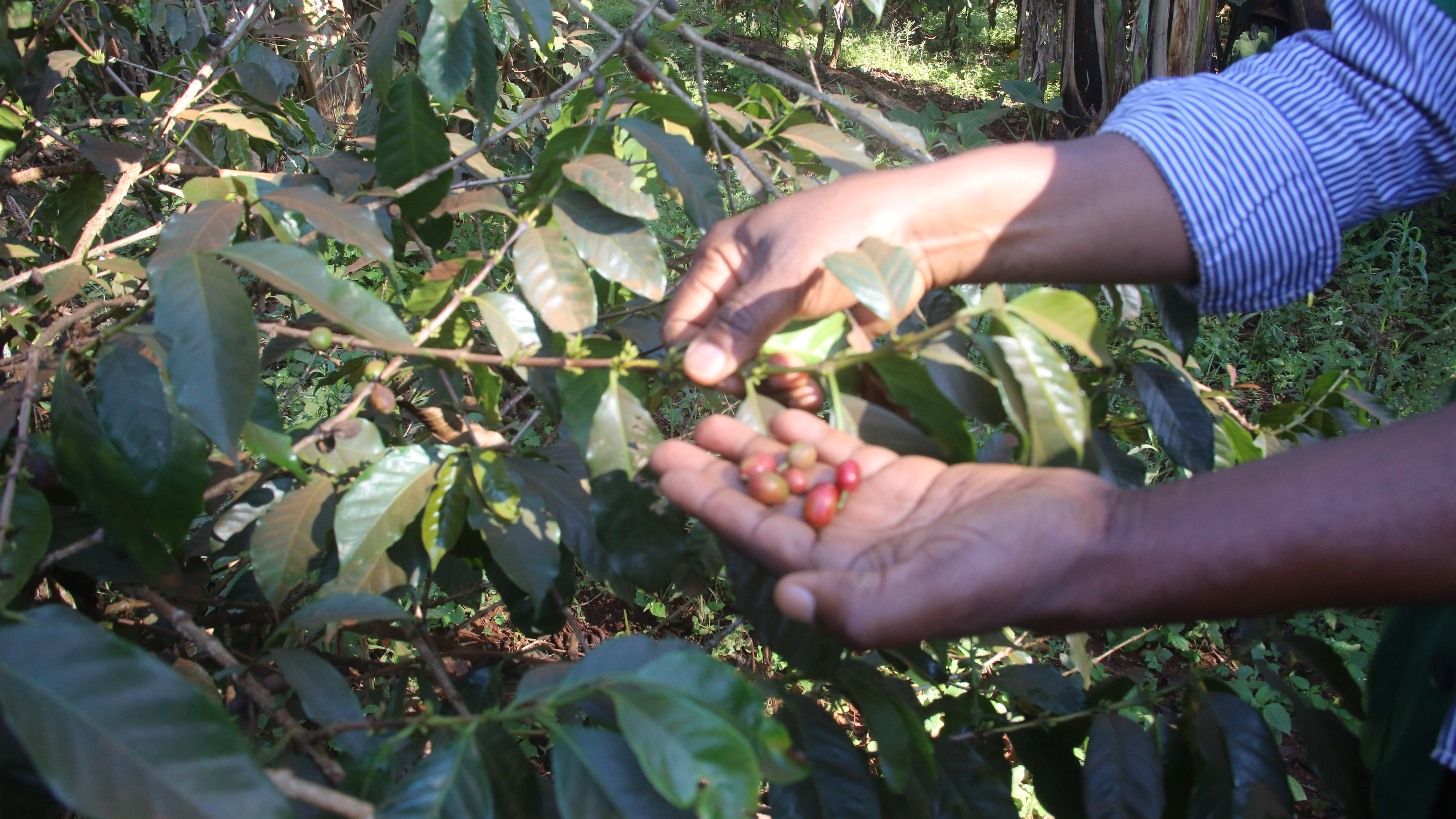
Récolte.
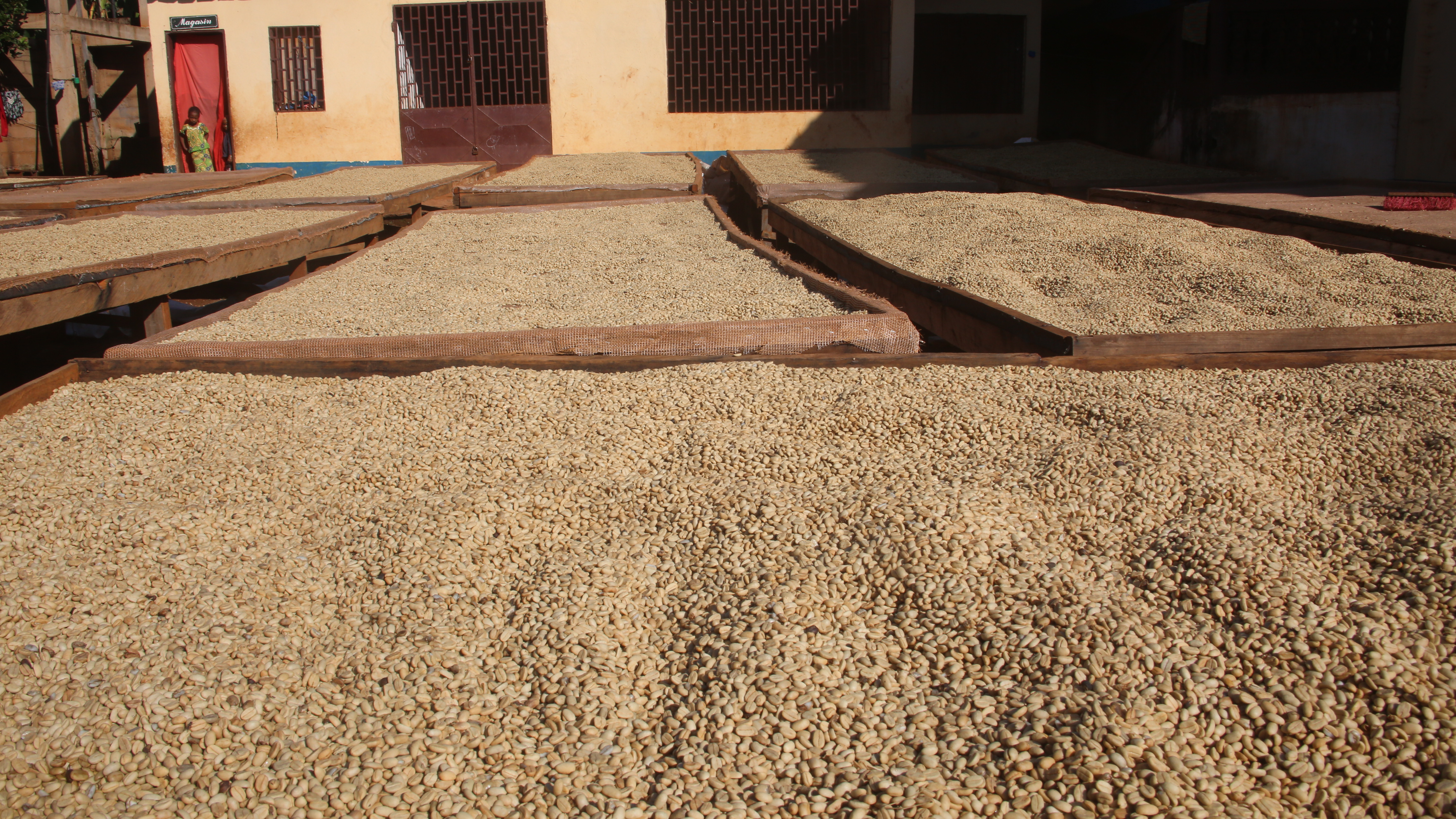
Séchage.

## La relance du secteur
Le 30 septembre 2014, le gouvernement du Cameroun validé et lancé un nouveau plan pour relancer le secteur du café, en espérant stimuler la production; le Café Robusta à 120 000 tonnes et de café Arabica à 35 000 tonnes d'ici 2020,. Cela a été marquée par une augmentation de 100 % des prélèvements à l'exportation sur le café pour financer le projet.